# Německá Lhota (Kamenné Žehrovice)
Německá Lhota je zaniklá vesnice, která se nacházela asi dvě stě metrů jižně od vlakového nádraží Kamenné Žehrovice. Dle dostupných pramenů byla založena zřejmě ve 14. století. První písemná zmínka pochází z roku 1436 a uvádí darování vsi císařem Zikmundem rytíři Tvochovi z Nedvídkova. Později se vesnice stala součástí smečenského panství. K zániku vsi přispěla třicetiletá válka, během které ji poničila procházející vojska. Po morové epidemii vesnice zanikla. Poslední písemný záznam je z roku 1634. Schematický nákres pochází z roku 1717. Stanislav Velc v roce 1904 uvedl informaci o zachovalé roubené studánce, která je jedním ze zastavení naučné Drvotovy stezky. Po roce 1970 byl na místě vsi prováděn archeologický výzkum. Pozůstatky vesnice zmizely částečně při stavbě železniční zastávky.